# جشنواره بین‌المللی فیلم پیونگ‌یانگ
جشنواره بین‌المللی فیلم پیونگ‌یانگ جشنواره‌ای دوسالانه است که در پیونگ‌یانگ، پایتخت کره شمالی برگزار می‌شود.سال ۱۹۸۷ جشنواره فیلم پیونگ‌یانگ پا به عرصه وجود گذاشت. این جشنواره از سال ۱۹۹۰ هر دو سال یکبار برگزار می‌شود. در آغاز امر مسئولان جشنواره فقط از کشورهای کمونیست و متحدان خود فیلم انتخاب می‌کردند. اما پس از فروپاشی اتحاد جماهیر شوروی کم کم ورق برگشت و در حضور فردی عاشق سینما چون کیم جونگ ایل هر چند کنترل شده و اندک اما نوبت به نمایش فیلم‌های غربی هم رسید.
«مثل بکهام کات‌دار بزن» نخستین فیلم غربی بود که سال ۲۰۰۴ به شکل عمومی در کره‌شمالی به نمایش درآمد. این فیلم را ۱۲ هزار نفر در جشنواره فیلم پیونگ یانگ تماشا کردند.
جشنواره جهانی فیلم پیونگ یانگ اما جشنواره ای بدون تشریفات و زرق و برق ویژه و مرسوم در جهان است که از فرش قرمز، حضور ستارگان سینما و انبوه عکاسان دوروبر ستارگان سینما خبری نیست.

## جایزه‌های سینمای ایران در جشنواره پیونگ یانگ

### جایزه بهترین بازیگر
- جمشید مشایخی برنده جایزه بهترین بازیگر مرد، برای فیلم پدر بزرگ (۱۳۶۴)
- علیرضا خمسه برنده جایزه بهترین بازیگر مرد، برای فیلم آپارتمان شماره ۱۳ (۱۳۷۱)
- ابوالفضل پورعرب برنده جایزه بهترین بازیگر مرد، برای فیلم عروس (۱۳۷۳)
- خسرو شکیبایی برنده جایزه بهترین بازیگر مرد، برای فیلم خواهران غریب (۱۳۷۵)
- هدیه تهرانی برنده جایزه بهترین بازیگر زن، برای فیلم پارتی (۱۳۸۱)
- بیتا فرهی برنده جایزه بهترین بازیگر زن، برای فیلم خون‌بازی (۱۳۸۷)

### دیگر جایزه‌ها
- ۲۰۱۰: جایزه بهترین کارگردانی دوازدهمین دوره جشنواره به خسرو معصومی، برای فیلم باد در علفزار می‌پیچد (۱۳۸۹)[۱]
- ۲۰۰۸: جایزه بهترین فیلم‌نامه به رخشان بنی‌اعتماد، محسن عبدالوهاب، فرید مصطفوی و نغمه ثمینی، برای فیلم خون‌بازی (۱۳۸۷)
- ۲۰۰۰: جایزه بهترین موسیقی متن از هفتمین دورهٔ جشنواره به احمد پژمان، برای فیلم عشق گمشده (۱۳۷۹)[۲]